# (2257) Kaarina
(2257) Kaarina est un astéroïde de la ceinture principale.

## Description
(2257) Kaarina est un astéroïde de la ceinture principale. Il fut découvert le 18 août 1939 à Turku par Heikki A. Alikoski. Il présente une orbite caractérisée par un demi-grand axe de 2,49 UA, une excentricité de 0,24 et une inclinaison de 5,1° par rapport à l'écliptique.

## Compléments